# Роздольє (Топкинський округ)
Роздо́льє (рос. Раздолье) — селище у складі Топкинського округу Кемеровської області, Росія.

## Населення
Населення — 776 осіб (2010; 822 у 2002).
Національний склад (станом на 2002 рік):
- росіяни — 90 %